# Morti nel 1013
| Questa pagina contiene informazioni ricavate automaticamente dalle voci biografiche con l'ausilio del template Bio e di un bot. L'aggiornamento è periodico e automatico e ricostruisce completamente la pagina. Se manca una persona in questa lista, sei pregato di non aggiungerla, ma accertati piuttosto che la sua voce biografica contenga il template Bio e che i dati anagrafici siano correttamente compilati. Se il template Bio manca, inseriscilo tu stesso o, in alternativa, metti l'avviso {{tmp\|Bio}} che ne segnala la mancanza. Se i dati riportati sono sbagliati, correggi direttamente la voce biografica; le modifiche saranno visibili in questa lista entro pochi giorni. Per chiarimenti vedi il progetto biografie. La lista contiene solo le 5 persone che sono citate nell'enciclopedia e per le quali è stato implementato correttamente il template Bio. Pagina aggiornata al 13 gen 2025. |

- 18 maggio - Hisham II ibn al-Hakam, sovrano (n. 965)
- 5 giugno - Al-Baqillani, teologo e giurista arabo (n. 950)
- 16 giugno - Fujiwara no Takatō, poeta giapponese (n. 949)
- Abu al-Qasim al-Zahrawi, chirurgo, chimico e medico arabo (n. 936)
- Reginardo IV di Mons, nobile fiammingo